# Remigian Jędrzejewski
Remigian Jędrzejewski (Andrzejewski, Andrzejowski) herbu Nałęcz (zm. w 1659 roku) – łowczy lubelski w latach 1645-1658, rotmistrz wojska powiatowego województwa lubelskiego w 1648 roku.